# Flabellidae
Flabellidae é uma família de cnidários antozoários da subordem Caryophylliina, ordem Scleractinia.

## Géneros
- Blastotrochus Milne-Edwards & Haime, 1848
- Falcatoflabellum Cairns, 1995
- Flabellum Lesson, 1831
- Javania Duncan, 1876
- Monomyces Ehrenberg, 1834
- Placotrochides Alcock, 1902
- Placotrochus Milne-Edwards & Haime, 1848
- Polymyces Cairns, 1979
- Rhizotrochus Milne-Edwards & Haime, 1848
- Truncatoflabellum Cairns, 1989